# Liste der Officers des Order of Canada/U
Diese Liste gibt einen Überblick aller Personen, die mit der Auszeichnung Officer of the Order of Canada ausgezeichnet wurden.

## U
1. Irene A. Uchida
2. Robert James Uffen
3. Frank Underhill
4. Irena Ungar
5. Jane Urquhart (* 1949)